# Rooftops
Rooftops is een Amerikaanse dramafilm uit 1989 onder regie van Robert Wise.

## Verhaal
T is een blanke jongen uit de achterbuurten van New York, die verliefd wordt op de knappe Elana. Hij komt daardoor in moeilijkheden, maar hij is bekend met capoeira, een Braziliaanse sport die vechttechnieken combineert met dans.

## Rolverdeling
| Acteur           | Personage         |
| ---------------- | ----------------- |
| Jason Gedrick    | T                 |
| Troy Beyer       | Elana             |
| Eddie Velez      | Lobo              |
| Tisha Campbell   | Amber             |
| Alexis Cruz      | Squeak            |
| Allen Payne      | Kadim             |
| Steve Love       | Jackie-Sky        |
| Rafael Báez      | Raphael           |
| Jaime Tirelli    | Agent Rivera      |
| Luis Guzmán      | Martina           |
| Millie Tirelli   | Moeder van Squeak |
| Robert LaSardo   | Blade             |
| Jay Boryea       | Willie            |
| Rockets Redglare | Carlos            |
| Edouard DeSoto   | Angelo            |